# Pseudolarentia sambirana
Pseudolarentia sambirana là một loài bướm đêm trong họ Geometridae.